# 愛の季節
「愛の季節」（あいのきせつ、英題: Seasons of Love）は、2009年9月16日に、エピックレコードジャパンから発売されたアンジェラ・アキ9枚目のシングル。規格品番はESCLｰ3268/9（初回限定盤）ESCL-3270（通常盤）。

## 解説
- 前作「手紙 〜拝啓 十五の君へ〜」から1年ぶりのシングル。
- DVD付初回限定盤[1]と通常盤[2]の2形態で発売。
- DVDには表題曲のミュージック・ビデオ、メイキング映像のほかに貴重映像が収録されている。
- キャッチコピーは『あなたは、人を愛し続けることができますか?』。
- タイトル曲はNHK連続テレビ小説『つばさ』主題歌として2009年3月30日から放送されたが、CD発売は放送終了（同年9月26日）間際であった。本曲MVに『つばさ』にてヒロインを演じた多部未華子が出演。

## 収録曲

### CD
作詞・作曲・編曲：アンジェラ・アキ（特記以外）
1. 愛の季節
  - 編曲：アンジェラ・アキ・阿部尚徳
  - NHK連続テレビ小説『つばさ』主題歌
  - 西武新宿線本川越駅2番線の発車メロディ
2. エミリー
3. It's So Hard To Say Goodbye To Yesterday
  - 作詞・作曲：Christine Yarian Perren・Frederick Perren　日本語詞：アンジェラ・アキ
  - G. C. Cameronの1975年映画「クーリー・ハイ」主題歌のカバー曲。ボーイズIIメンによる1991年ヒットシングルのカバーからインスパイアされた。

### DVD初回限定盤
1. 愛の季節 ～music video～
2. 愛の季節 ～music video～ メイキング映像
3. 「浪花のMY KEYS 2008 in 大阪城ホール&MY KEYS 2008 in 武道館」プレミア・ムービー